# Геноуэй, Колби
Колби Геноуэй (англ. Colby Genoway; 12 декабря 1983, Морден, Канада) — канадский хоккеист, крайний и центральный нападающий немецкого клуба «Кёльнер Хайе». Старший брат Чена Геноуэя.

## Биография
Воспитанник канадского хоккейного клуба «Уинклер Флайерз». С 2002 по 2005 год выступал за студенческую команду университета Северной Дакоты. 11 июля 2006 года подписал двухлетний контракт новичка с клубом «Анахайм Дакс». 24 января 2007 годы был обменян на Джо Рулье в «Ванкувер Кэнакс». Тем не менее, в НХЛ так и не дебютировал. Выступал в АХЛ за клубы «Хартфорд Вулф Пэк», «Портленд Пайретс» и «Манитоба Мус». В 2008 году Колби перешёл в шведский клуб «Мура». Конец сезона провёл в аренде в финском «Ильвесе». Сезон 2009/10 начинал в чешском «Пардубице», но закончил снова в финском клубе. Сезон 2010/11 отыграл в высшей лиге Швейцарии за «Лугано». В 2011 году подписал контракт с клубом второй швейцарской лиги «Лозанна». В составе клуба провёл четыре сезона, два во второй и два в высшей лиге. Во второй лиге Швейцарии за клуб Геноуэй набрал 115 очков в 72 матчах, в швейцарском чемпионате — 32 очка в 57 играх. В 2015 году перешёл в хорватский «Медвешчак», выступающий в КХЛ. По итогам регулярного сезона «Медвешчак» не попал в плей-офф, и Колби подписал контракт на остаток сезона с швейцарским «Фрибур-Готтероном». Сезон 2016/17 начал в «Медвешчаке».
Участвовал в составе сборной Канады в Кубке Шпенглера в 2013 и 2014 годах. В обоих случаях канадцы проиграли в полуфинале швейцарскому клубу «Женева-Серветт».